# Mandy Chiang
Mandy Chiang' (chino: 蒋雅文; chino: 蒋雅文, pinyin: Yǎwén Jiǎng, Hong Kong, 22 de septiembre de 1982) es una cantante china, ella firmó un contrato con la discográfica, Emperor Entertainment Group, Music Icon Records.
Su carrera musical comenzó en 2002 cuando cooperó junto a los cantantes Yumiko Cheng (郑希怡) y Maggie Lau (刘思惠), sin embargo, se separó poco tirmpo después de la publicación del primer EP, 少女 蝶. En 2005, Mandy regresó al mundo de la música, formando un dúo con Don Li, con quien lanzó tres álbumes. En enero de 2007 es otra disolución se produjo, dando lugar a otras carreras musicales en solitario contando la colaboración con otros socios musicales. El álbum debut como solista de Mandy fue publicado en el 24 de abril de 2007.
Además de la música, Mandy ha participado en varias series de televisión y películas.

## Filmografía
- The Twins Effect (2003)
- Anna in Kungfu-Land (2003)
- New Police Story (2004)
- Yarudora (2005)
- Rob-B-Hood (2006)
- Luxury Fantasy (2007)
- Whispers and Moans (2007)
- A Mob Story (2007)
- The Sparkle in the Dark (2008)
- Yes! I Can See Dead People (2008)
- A Decade of Love (2008)

### Serie televisiva
- All About Boy'z (2002)
- Kung Fu Soccer (2005)

## Discografía
- 3T - Butterfly (2003)
- Don & Mandy (2005)
- Don & Mandy - Rainy Lover (2006)
- Don & Mandy - Winter Lover (2006)
- Mandy Chiang - Other Half (2007)
- Mandy Chiang - Winter Story (2007)